# Wątła nić
Wątła nić (ang. The Slender Thread) – amerykański dramat filmowy z 1965 roku w reżyserii Sydneya Pollacka.

## Obsada
- Sidney Poitier jako Alan Newell
- Telly Savalas jako dr Coburn
- Anne Bancroft jako Inga Dyson
- Steven Hill jako Mark Dyson
- Edward Asner jako detektyw Judd Ridley
- Indus Arthur jako Marian
- Paul Newlan jako sierżant Harry Ward
- Dabney Coleman jako Charlie

## Wersja polska
Reżyseria: Seweryn Nowicki

Udział wzięli:
- Roman Wilhelmi jako Alan Newell
- Aleksander Bardini jako Dr Coburn
- Maria Homerska jako Inga Dyson
- Czesław Byszewski

i inni

## Nagrody i nominacje
38. ceremonia wręczenia Oscarów
- Najlepsza scenografia i dekoracje wnętrz – film czarno-biały – Hal Pereira, Jack Poplin, Robert R. Benton, Joseph Kish (nominacja)
- Najlepsze kostiumy – film czarno-biały – Edith Head (nominacja)

23. ceremonia wręczenia Złotych Globów
- Najlepszy scenariusz – Stirling Silliphant (nominacja)